# メモリ遅延

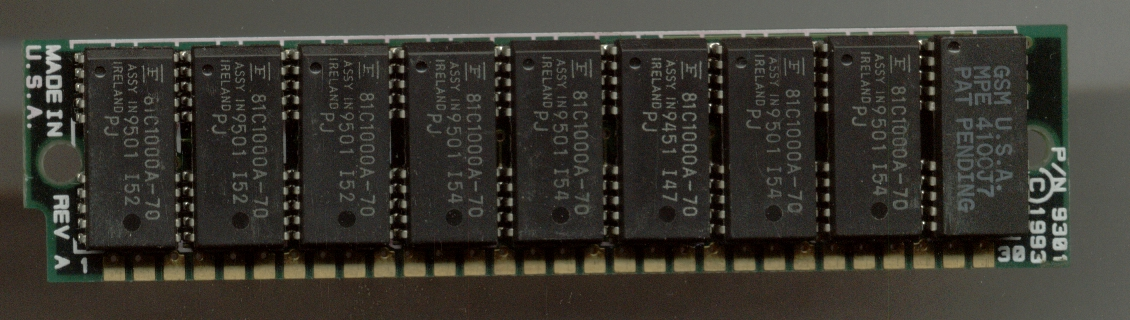
30 ピン SIMM モジュール上の 70 ns 遅延の 1 メガビット DRAM。 最新の DDR4 DIMM のレイテンシーは 15ns 未満である。

メモリ遅延（メモリちえん、英: memory latency）とは、メモリ上のバイトやワードに対する要求を開始してから、プロセッサがそれを取得するまでの時間（遅延）のことである。

## 解説
データがプロセッサのキャッシュメモリにない場合、プロセッサは外部のメモリセルと通信する必要があるため、データを取得するのに時間がかかる。したがって、遅延時間はメモリの速度を測る基本的な指標であり、遅延時間が少ないほど読み出し動作は速くなる。
遅延時間は、メモリのスループットを測定するメモリ帯域幅と混同してはならない。遅延時間は、クロック・サイクルまたはナノ秒単位の時間で表すことができる。長い間、クロック・サイクルで表されるメモリ遅延は一定していたが、時間の経過とともに改善されてきている。